# New Bataan
New Bataan (Bayan ng New Bataan) är en kommun i Filippinerna. Kommunen tillhör Composteladalen och ligger på ön Mindanao. Folkmängden uppgår till 42 549 invånare.
New Bataan är indelat i 16 barangayer.